# (4750) Mukai
(4750) Mukai est un astéroïde de la ceinture principale.

## Description
(4750) Mukai est un astéroïde de la ceinture principale. Il fut découvert le 15 décembre 1990 à Kitami par Tetsuya Fujii et Kazuro Watanabe. Il présente une orbite caractérisée par un demi-grand axe de 2,18 UA, une excentricité de 0,09 et une inclinaison de 4,9° par rapport à l'écliptique.

## Compléments